# Abelone
Abelone er et pigenavn, der er hunkønsformen af Abel.
Navnet er afledt af det græske navn Apollonia, som kommer fra drengenavnet Apollonius, der betyder "den til guden Apollon indviede". Det forekommer også i formen Abbelone. Navnet er nu om stunder ret sjældent, idet under 70 danskere bærer en af de to former ifølge Danmarks Statistik.

## Kendte personer med navnet
- Abelone Glahn, dansk forfatter og journalist.
- Abelone Koppel (f. 1963), dansk forfatter, manuskriptforfatter og skuespiller.

## Navnet anvendt i fiktion
- Abelone er navnet på en tjenestepige i romanen Det forjættede land (1891-95) af Henrik Pontoppidan.
- Abelone er navnet på en figur i filmen Champagnegaloppen (film) fra 1938.
- Abelone er navnet på en hushjælper i romanen Tabita (2020) af Iben Mondrup.
- Abelone er titlen på et tv-spil af Kaj Nissen sendt på DR i 1991.
- Abelone på Bangsbo (2017) er titlen på en roman af Bent Haller.
- Abelone i hullet (2018) er titlen på en børnebog af Signe Marie Schmidt-Jacobsen.